# Jangamarahalli, Pavagada
Jangamarahalli là một làng thuộc tehsil Pavagada, huyện Tumkur, bang Karnataka, Ấn Độ.